# 南梅德韦德科沃区
南梅德韦德科沃区（俄語：район Южное Медведково）是莫斯科东北行政区的一区，面积3.87平方公里，人口88,150人。斯维布洛沃站、巴布什金站和比比列沃站位于该区内。